# 17285 Bezout
17285 Bezout (2000 NU) là một tiểu hành tinh vành đai chính được phát hiện ngày 3 tháng 7 năm 2000 bởi P. G. Comba ở Prescott.